# Eutrichillus brevipilus
Eutrichillus brevipilus är en skalbaggsart som beskrevs av Chemsak och Linsley 1986. Eutrichillus brevipilus ingår i släktet Eutrichillus och familjen långhorningar. Inga underarter finns listade i Catalogue of Life.